# Zmarli w sierpniu 2022

## Sierpień 2022
- 31 sierpnia
  - Kadyr Bajkenow – kazachski polityk i inżynier, minister energii (1992–1994)[1]
  - Bang Young-ung – południowokoreański pisarz[2]
  - Allan Hawke – australijski urzędnik państwowy, wysoki komisarz w Nowej Zelandii (2003–2005)[3]
  - Alexander Horváth – słowacki piłkarz[4]
  - Signe Persson-Melin – szwedzka projektantka[5]
  - Mark Shreeve – brytyjski muzyk[6]
  - Wiktor Zatwarski – polski piosenkarz i aktor[7]
- 30 sierpnia
  - Gheorghe Berceanu – rumuński zapaśnik, mistrz świata (1970), mistrz olimpijski (1972)[8]
  - Karel Eykman – holenderski autor książek dla dzieci[9]
  - Irena Głowacka – polska działaczka konspiracji niepodległościowej w czasie II wojny światowej oraz powojenna działaczka sybiracka, dama orderów[10]
  - Michaił Gorbaczow – rosyjski polityk, sekretarz generalny KC KPZR (1985–1991), prezydent ZSRR (1990–1991), laureat Pokojowej Nagrody Nobla (1990)[11]
  - Józef Krasiński – polski duchowny rzymskokatolicki, prof. dr hab. nauk teologicznych[12]
  - Don Lind – amerykański astronauta, fizyk i pilot wojskowy[13]
  - Tadeusz Myler – polski polityk, ekonomista, przedsiębiorca, poseł na Sejm IV kadencji[14]
  - George Woods – amerykański lekkoatleta, kulomiot, srebrny medalista olimpijski (1968, 1972)[15]
- 29 sierpnia
  - Paul-Marie Cao Đình Thuyên – wietnamski duchowny rzymskokatolicki, biskup diecezjalny Vinh (2000–2010)[16]
  - Charlbi Dean – południowoafrykańska aktorka[17]
  - Manzoor Hussain – pakistański hokeista na trawie, mistrz olimpijski (1984)[18]
  - Zenon Keller – polski fotoreporter prasowy[19][20]
  - Kazimierz Kopias – polski inżynier włókiennik, prof. dr hab.[21]
  - Bolesław Rafał Kuc – polski teoretyk zarządzania, prof. dr hab.[22]
  - Pradip Mukherjee – indyjski aktor[23]
  - Jai Ram Reddy – fidżyjski prawnik i polityk, lider opozycji, sędzia Międzynarodowego Trybunału Karnego dla Rwandy[24]
  - Rigoberto Riasco – panamski bokser[25]
  - Wafiq al-Samarrai – iracki generał, były szef wywiadu wojskowego i rebeliant[26]
  - Pjerin Sheldija – albański malarz[27]
  - Hans-Christian Ströbele – niemiecki prawnik, adwokat, polityk[28]
  - John P. Varkey – indyjski gitarzysta i kompozytor[29]
- 28 sierpnia
  - Stefan Arczyński – polski fotograf[30]
  - Vincent Cheng – hongkoński bankier i urzędnik, były dyrektor HSBC[31]
  - Sammy Chung – angielski piłkarz i trener[32]
  - Ralph Eggleston – amerykański animator, reżyser filmowy i dyrektor artystyczny[33]
  - Grzegorz Grochowski – polski literaturoznawca, dr hab.[34]
  - Kamen Kostadinow – bułgarski polityk i parlamentarzysta[35]
  - Gastone Simoni – włoski duchowny rzymskokatolicki, biskup Prato (1992–2012)[36]
  - Aleksander Zgrzywa – polski informatyk i cybernetyk, dr hab.[37]
  - Peter Zurbriggen – szwajcarski duchowny rzymskokatolicki, arcybiskup, nuncjusz apostolski[38]
  - Agnieszka Zyskowska – polska sędzia i działaczka siatkarska[39]
- 27 sierpnia
  - Tadeusz Ferenc – polski ekonomista, polityk i samorządowiec, poseł na Sejm IV kadencji, w latach 2002–2021 Prezydent Miasta Rzeszowa[40]
  - Ryszard Kuba Grzybowski – polski grafik, malarz, projektant i poeta[41]
  - Bolko von Pless – ksiażę pszczyński, hrabia von Hochberg i baron na Książu[42]
  - Imdad Hussaini – pakistański pisarz i poeta[43]
  - Oleksij Kowaliow – ukraiński polityk i przedsiębiorca, deputowany (2019–2022)[44]
  - Robert LuPone – amerykański aktor[45]
  - Janusz Maciej Michałowski – polski historyk sztuki[46]
  - Rena Mirecka – polska aktorka[47]
  - Vicenç Pagès – kataloński pisarz i krytyk literacki[48]
  - Janko Ramač – serbski slawista i historyk[49]
  - Manolo Sanlúcar – hiszpański kompozytor i gitarzysta flamenco[50]
  - Józef Skowyra – polski polityk i inżynier, poseł na Sejm IV kadencji (2001–2005)[51]
  - Milutin Šoškić – serbski piłkarz[52]
  - Aytunç Topaloğlu – turecki piłkarz[53]
  - Lesław Wilk – polski reżyser i scenarzysta filmowy[54]
  - Bujar Zajmi – albański malarz[55]
- 26 sierpnia
  - Jože Mencinger – słoweński ekonomista i prawnik, wicepremier (1990–1991), rektor Uniwersytetu Lublańskiego (1998–2005)[56]
  - Roland Mesnier – amerykański cukiernik, pochodzenia francuskiego, autor książek kucharskich[57]
  - Cecil „Skeleton” Spence – jamajski muzyk reggae, członek zespołu Israel Vibration[58]
  - Espen Skjønberg – norweski aktor[59]
  - Wanda Szajowska – polska pianistka i superstulatka, przez ostatnie dni życia najstarsza Polka[60]
  - Nadia Topałowa – bułgarska aktorka[61]
  - Jalaluddin Umri – indyjski uczony muzułmański i pisarz[62]
  - Slavko Večerin – serbski duchowny rzymskokatolicki, biskup Suboticy (2020–2022)[63]
  - Hana Zagorová – czeska wokalistka i aktorka[64]
- 25 sierpnia
  - Justo de las Cuevas – hiszpański polityk i przedsiębiorca[65]
  - Konrad Czapiewski – polski geograf, dr hab.[66]
  - Joey DeFrancesco – amerykański muzyk jazzowy[67]
  - Enzo Garinei – włoski aktor[68]
  - Mable John – amerykańska piosenkarka R&B[69]
  - Nasho Jorgaqi – albański pisarz i scenarzysta[70]
  - Shichirō Kobayashi – japoński twórca anime, dyrektor artystyczny i animator[71]
  - Marian Markiewicz – polski kardiolog, prof. dr hab.[72]
  - Dale Melczek – amerykański duchowny rzymskokatolicki, biskup pomocniczy Detroit (1983–1992), biskup Gary (1996–2014)[73]
  - Radovan Radović – jugosłowiański i serbski koszykarz i trener[74]
  - Andriej Sławnow – rosyjski fizyk[75]
  - Agnieszka Strzałka – polska superstulatka[76][77]
  - Hans Bernard Szyc – były dyrektor Stoczni Gdańskiej, poseł na Sejm II kadencji (1993–1997)[78]
  - Elly Tumwine – ugandyjski polityk i generał, minister bezpieczeństwa (2018–2021)[79]
  - Herman Van Springel – belgijski kolarz szosowy[80]
  - Krystyna Wieczorek – polska poetka[81][82]
  - Łukasz Wojciechowski – polski samorządowiec, starosta skarżyski (2002–2006)[83]
- 24 sierpnia
  - Jorge Domínguez – argentyński polityk, burmistrz Buenos Aires (1994–1996), minister obrony (1996–1999)[84]
  - Carlos Duarte – portugalski piłkarz, reprezentant kraju[85]
  - Ali Güney – turecki aktor i pisarz[86]
  - Kazuo Inamori – japoński menedżer i filantrop[87]
  - Ryszard Jachowicz – polski inżynier elektronik, prof. dr hab.[88]
  - Kalikst – angielski duchowny prawosławny, biskup[89]
  - Tim Page – angielski fotografik[90]
  - Mahbub Talukdar – bengalski poeta[91]
  - Joe E. Tata – amerykański aktor[92]
  - Orlando de la Torre – peruwiański piłkarz[93]
- 23 sierpnia
  - Gino Coliandro – włoski aktor i artysta kabaretowy[94]
  - Božidar Delić – serbski wojskowy, generał, polityk, wiceprzewodniczący Zgromadzenia Narodowego Republiki Serbii (2007–2012, 2022)[95]
  - Luiz Mancilha Vilela – brazylijski duchowny rzymskokatolicki, biskup Cachoeiro de Itapemirim (1985–2002), arcybiskup Vitórii (2002–2018)[96]
  - Irena Morawska – polska dziennikarka, pisarka, reporterka oraz scenarzystka filmowa[97]
  - Lew Pitajewski – rosyjski fizyk[98]
  - Gerald Potterton – kanadyjski reżyser, scenarzysta, animator i producent filmowy[99]
  - Lucyna Smaczna – polska koszykarka[100]
  - Andrzej Stanowski – polski dziennikarz sportowy[101]
  - Winston Stona – jamajski aktor[102]
- 22 sierpnia
  - Jerry Allison – amerykański perkusista, wokalista i gitarzysta rock’n’rollowy oraz R&B, muzyk zespołu The Crickets[103]
  - Ernesto Bacallao Serrano – kubański piosenkarz[104]
  - Edmund Borowski – polski lekkoatleta, sprinter, mistrz Europy (1966)[105]
  - Jaimie Branch – amerykańska trębaczka i kompozytorka jazzowa[106]
  - Adnan Çoker – turecki malarz[107]
  - David Douglas-Home – brytyjski arystokrata, hrabia Home (1995–2022)[108]
  - Alberto Martín Goicoechea – hiszpański piłkarz[109]
  - Grzegorz Jaroszewski – polski kolarz przełajowy[110]
  - Jan Mycek – polski samorządowiec i urzędnik skarbowy, wieloletni przewodniczący rady gminy Padew Narodowa[111]
  - Janusz Ostapiuk – polski menedżer i urzędnik państwowy, wiceminister środowiska (2014–2015)[112]
  - György Pásztor – węgierski hokeista, reprezentant kraju, działacz sportowy[113]
  - Theo Sommer – niemiecki historyk i pisarz[114]
  - António de Sousa Braga – portugalski duchowny rzymskokatolicki, biskup Angry (1996–2016)[115]
  - Fredy Studer – szwajcarski perkusista jazzowy[116]
  - Piotr Szkudelski – polski perkusista, członek zespołów Dzikie Dziecko, Emigranci i Perfect[117]
  - Creed Taylor – amerykański producent muzyczny, popularyzator stylu bossa nova[118]
  - Margaret Urlich – nowozelandzka piosenkarka[119]
  - Rembert Weakland – amerykański duchowny rzymskokatolicki, arcybiskup Milwaukee (1977–2002)[120]
  - Bożenna Wyrozumska – polska mediewistka, prof. dr hab.[121]
- 21 sierpnia
  - Stuart Anstis – brytyjski gitarzysta, członek zespołu Cradle of Filth[122]
  - Herbert Czichon – polski specjalista w zakresie poligrafii, prof. dr[123]
  - Oliver Frey – szwajcarski artysta wizualny[124]
  - Vincent Gil – australijski aktor[125]
  - Anabel Gutiérrez – meksykańska aktorka[126]
  - Sela Molisa – vanuacki polityk i dyplomata, minister spraw wewnętrznych, zagranicznych, finansów i handlu[127]
  - Augusto Mrema – tanzański polityk, minister spraw wewnętrznych (1990–1994) oraz pracy (1994–1995)[128]
  - Monnette Sudler – amerykańska gitarzystka jazzowa[129]
  - Włodzimierz Śniecikowski – polski polityk i samorządowiec, burmistrz Gostynina (1996–2014)[130]
  - Robert Wiliams – grecki kompozytor i piosenkarz[131]
- 20 sierpnia
  - Civan Canova – turecki aktor, reżyser teatralny, dramatopisarz[132]
  - Darja Dugina – rosyjska dziennikarka i działaczka polityczna, córka Aleksandra Dugina[133]
  - Séamus Freeman – irlandzki duchowny rzymskokatolicki, biskup Ossory (2007–2016), generał pallotynów (1992–2004)[134]
  - Helen Grayco – amerykańska piosenkarka i aktorka[135]
  - Franz Hummel – niemiecki pianista i kompozytor[136]
  - Claudia Jimenez – brazylijska aktorka[137]
  - Mildred Kornman – amerykańska aktorka i modelka[138]
  - Patrus Mor Ostathios – indyjski duchowny Malankarskiego Syryjskiego Kościoła Ortodoksyjnego, biskup pomocniczy New Delhi (2006–2010), biskup Singapuru i Bahrajnu (2010–2022), metropolita Bengaluru[139]
  - Bram Peper – holenderski polityk i socjolog, burmistrz Rotterdamu (1982–1998), minister spraw wewnętrznych (1998–2002)[140]
  - Godfrey Stevens – chilijski bokser[141]
  - Maciej Tomczak – polski działacz państwowy, wiceprezydent (1984–1990) i p.o. prezydenta Głogowa (1988)[142]
  - Leon Vitali – brytyjski aktor[143]
- 19 sierpnia
  - Janusz Aleksandrzak – polski inżynier budownictwa i działacz partyjny, wicewojewoda szczeciński (1984–1986), wiceminister budownictwa (1986–1987)[144]
  - Raymonde Dien – francuska działaczka komunistyczna i pacyfistyczna[145]
  - Guri Durollari – albański polityk i działacz społeczny, deputowany do Zgromadzenia Albanii (1997-2001)[146]
  - Felix Huby – niemiecki pisarz i scenarzysta[147]
  - Tekla Juniewicz – polska superstulatka, najstarsza Polka w latach 2017–2022[148]
  - Ted Kirkpatrick – amerykański muzyk trash metalowy[149]
  - Jorge Luis Lona – argentyński duchowny rzymskokatolicki, biskup San Luis (2001–2011)[150]
  - Egon Pajenk – austriacki piłkarz, reprezentant kraju[151]
  - Tadeusz Pikulicki – polski socjolog, dziennikarz, działacz opozycji demokratycznej w PRL, redaktor naczelny „Gazety Krakowskiej”[152]
- 18 sierpnia
  - Haxhi Aliko – albański lekarz weterynarii, minister rolnictwa (1997)[153]
  - Hadrawi – somalijski poeta, pisarz i autor piosenek[154]
  - Rolf Kühn – niemiecki klarnecista i saksofonista jazzowy[155][156]
  - Domenico Labrocca – włoski piłkarz i trener[157]
  - Sombat Metanee – tajski aktor i reżyser[158]
  - Herbert Mullin – amerykański seryjny zabójca[159]
  - Andrzej Niemierowicz – polski śpiewak operowy (baryton), organista, pedagog[160]
  - Alojzy Oborny – polski historyk sztuki i muzealnik, wieloletni dyrektor Muzeum Narodowego w Kielcach[161]
  - John Powell – amerykański lekkoatleta, dyskobol[162]
  - Josephine Tewson – brytyjska aktorka[163]
  - Tsimaras Tzawatos – grecki aktor i pisarz[164]
- 18 sierpnia
  - Bojan Globočnik – słoweński skoczek narciarski[165]
- 17 sierpnia
  - Ingvar Gíslason – islandzki polityk, minister edukacji (1980-1983)[166]
  - Farid Makari – libański inżynier, polityk, minister informacji (1995–1996)[167]
  - Chen Man Hin – malajski polityk i lekarz, wieloletni lider Partii Akcji Demokratycznej[168]
  - Franco Monticone – włoski generał[169]
  - Mehdi Mujahi – afgański rebeliant narodowości hazarskiej, wojownik po stronie talibów, a następnie opozycji[170]
  - Antoinette Najeeb – syryjska aktorka[171]
  - Ekkehart Stark – niemiecki malarz i grafik[172]
- 16 sierpnia
  - Duggie Brown – angielski aktor i komik[173]
  - Kal David – amerykański wokalista i gitarzysta bluesowy[174]
  - Joseph Delaney – brytyjski pedagog, pisarz[175]
  - Eva-Maria Hagen – niemiecka aktorka i piosenkarka[176]
  - Leszek Kudła – polski inżynier mechatronik, prof. dr hab.[177]
  - Matti Lehtinen – fiński śpiewak operowy[178]
  - Stanisław Masternak – polski polityk, rolnik i samorządowiec, poseł na Sejm II i III kadencji[179]
  - Božidar Mitrović – serbski i jugosłowiański koszykarz i trener[180]
  - Wojciech Muszalski – polski prawnik i ekonomista, prof. dr hab.[181]
  - Rıza Pekkutsal – turecki aktor[182]
  - Hans Peterson – szwedzki pisarz, autor książek dla dzieci[183]
  - Pandi Siku – albański aktor[184]
  - Aleksander Walczak – polski kapitan żeglugi wielkiej, nawigator, prof. dr hab. nauk technicznych, rektor Wyższej Szkoły Morskiej w Szczecinie (1978–1984, 1990–1996)[185][186]
- 15 sierpnia
  - Aleksandar Buđevac – serbski architekt[187]
  - Frederick Buechner – amerykański pisarz i teolog[188]
  - Santiago del Cura Elena – hiszpański teolog[189]
  - Steve Grimmett – brytyjski wokalista heavymetalowy[190]
  - Lenny Johnrose – angielski piłkarz[191]
  - Hugo Lusardi – paragwajski piłkarz[192]
  - Krzysztof Szałucki – polski ekonomista, prof. dr hab.[193]
  - András Várhelyi – węgierski dziennikarz, pisarz i poeta[194]
  - Rajmund Zieliński – polski kolarz szosowy i torowy[195]
- 14 sierpnia
  - Rodolfo Bebán – argentyński aktor[196]
  - Zenon Bosacki – polski dziennikarz, publicysta i rzecznik prasowy[197]
  - Žarko Bjelica – czarnogórski malarz[198]
  - Kristaq Dhamo – albański reżyser filmowy[199]
  - Nina Garsoïan – amerykańska historyczka, pochodzenia francuskiego[200]
  - Yosiwo George – mikronezyjski dyplomata, polityk, gubernator Kosrae (1983–1991), wiceprezydent (2015–2022)[201]
  - Stefan Gierowski – polski malarz abstrakcjonista[202]
  - Süreyya Gürsel Evren – turecki aktor[203]
  - Rakesh Jhunjhunwala – indyjski inwestor giełdowy, miliarder[204]
  - Marshall Napier – nowozelandzki aktor[205]
  - Svika Pick – izraelski kompozytor i autor tekstów[206]
  - Carmen Scivittaro – włoska aktorka[207]
  - Anthony Simpson – brytyjski polityk i prawnik, eurodeputowany I, II i III kadencji (1979–1994)[208]
  - Zygmunt Składanowski – polski trener szermierki, a także fizyk[209]
  - Baltasz Tursymbajew – kazachski polityk i zootechnik, wicepremier Kazachskiej SRR (1991–1992) i Kazachstanu (1998–1999)[210]
  - Dmitrij Wrubel – rosyjski malarz, znany jako twórca graffiti „Mój Boże, pomóż mi przetrwać tę śmiertelną miłość”[211]
- 13 sierpnia
  - Tadeusz Bartczak – polski chemik, prof. dr hab.[212]
  - Branko Bilbija – serbski generał lotnictwa[213]
  - Željko Đapić – chorwacki judoka i trener[214]
  - Rossana Di Lorenzo – włoska aktorka[215]
  - Denise Dowse – amerykańska aktorka[216]
  - Robyn Giggs – amerykańska aktorka[217]
  - Ekaterina Josifowa – bułgarska nauczycielka, poetka[218]
  - Alina Kowalczykowa – polska historyczka literatury polskiej[219]
  - Desanka Kovačević Kojić – serbska historyczka[220]
  - Antonino Orrù – włoski duchowny rzymskokatolicki, biskup Ales-Terralba (1990–2004)[221]
  - Ângelo Domingos Salvador – brazylijski duchowny rzymskokatolicki, biskup pomocniczy São Salvador da Bahia (1981–1986), biskup Cachoeira do Sul (1991–1999) i Uruguaiana (1999–2007)[222]
- 12 sierpnia
  - Joško Hajder – chorwacki piłkarz[223]
  - Anne Heche – amerykańska aktorka[224]
  - Aharon Jadlin – izraelski polityk, minister edukacji i kultury (1974–1977)[225]
  - Motiullah Khan – pakistański hokeista na trawie, mistrz olimpijski (1960)[226]
  - Natalia LL – polska artystka intermedialna, konceptualistka[227]
  - Zelito Miranda – brazylijski piosenkarz[228]
  - José Luisa Péreza-Payá – hiszpański piłkarz[229]
  - Wolfgang Petersen – niemiecki reżyser, scenarzysta i producent filmowy[230]
  - Ion Solonenco – mołdawski generał[231]
  - Diego Uribe Vargas – kolumbijski polityk i prawnik, minister spraw zagranicznych (1978–1981)[232]
  - Lewis Zeigler – liberyjski duchowny rzymskokatolicki, biskup Gbarnga (2002–2009), arcybiskup Monrovii (2009–2021)[233]
- 11 sierpnia
  - Michael Badnarik – amerykański inżynier oprogramowania, polityk i komentator[234]
  - Darius Campbell – szkocki piosenkarz, autor piosenek, muzyk, aktor i producent filmowy[235]
  - Adam Gęszka – polski kolarz szosowy[236]
  - Romuald Grząślewicz – polski aktor[237]
  - Hana Mazi Jamnik – słoweńska biegaczka narciarska[238]
  - Laurenti Magesa – tanzański duchowny i teolog rzymskokatolicki, publicysta i wykładowca akademicki[239]
  - Manuel Ojeda – meksykański aktor[240]
  - Bill Pitman – amerykański gitarzysta i muzyk sesyjny[241]
  - Jean-Jacques Sempé – francuski rysownik, ilustrator, autor komiksów[242]
  - József Tóth – węgierski piłkarz[243]
  - Krzysztof Walonis – polski zawodnik i trener koszykówki[244][245]
- 10 sierpnia
  - Mohammad Fahad al-Qahtani – saudyjski ekonomista i działacz na rzecz praw człowieka[246]
  - Fernando Chalana – portugalski piłkarz i trener[247]
  - Lydia de Vega – filipińska sprinterka[248]
  - Kiril Dojčinowski – macedoński i jugosłowiański piłkarz[249]
  - Houshang Ebtehaj – irański poeta[250]
  - Carmen Gómez Ojea – hiszpańska pisarka[251]
  - Vesa-Matti Loiri – fiński aktor, komik i muzyk[252]
  - Andrzej Sassyn – polski prawnik, działacz społeczny i samorządowiec związany z Warmią, wieloletni prezes Towarzystwa Miłośników Olsztyna (1991–2001)[253]
  - Abdul Wadud – amerykański wiolonczelista klasyczny i jazzowy[254]
- 9 sierpnia
  - Ibrahim al-Nabulsi – palestyński terrorysta, przywódca Brygad Męczenników Al-Aksa[255]
  - Heinz Behrens – niemiecki aktor[256]
  - Andrzej Bokiej – polski duchowny rzymskokatolicki, pułkownik, doktor nauk teologicznych[257]
  - Raymond Briggs – brytyjski autor i ilustrator książek dla dzieci[258]
  - Bohdan Dziemidok – polski filozof, prof. dr hab.[259]
  - Ingemar Erlandsson – szwedzki piłkarz[260]
  - Nicholas Evans – angielski prozaik, scenarzysta i producent telewizyjny[261]
  - Mario Fiorentini – włoski matematyk, szpieg i partyzant w czasie II wojny światowej[262]
  - Roman Gren – polsko-francuski pisarz, tłumacz, scenarzysta i pedagog pochodzenia żydowskiego[263]
  - Gene LeBell – amerykański judoka, wrestler, kaskader filmowy[264]
  - Donald Machholz – amerykański astronom[265]
  - Przemysław Marzec – polski dziennikarz radiowy, korespondent wojenny[266]
  - Alberto Orzan – włoski piłkarz[267]
  - Koço Ristani – albański malarz[268]
  - Mikałaj Sluńkou – białoruski działacz komunistyczny, przywódca Komunistycznej Partii Białorusi (1983–1987), sekretarz KC KPZR (1987–1990)[269]
  - Miles Warren – nowozelandzki architekt[270]
  - Marek Żylicz – polski specjalista w zakresie prawa lotniczego, dr hab.[271]
- 8 sierpnia
  - Leszek Adamczewski – polski dziennikarz i autor książek[272][273]
  - Pēteris Cedriņš – łotewski poeta[274]
  - Lamont Dozier – amerykański piosenkarz, autor piosenek i producent nagrań[275]
  - Willi O. Hoffmann – niemiecki działacz sportowy, prezes klubu Bayern Monachium[276]
  - Darryl Hunt – angielski gitarzysta basowy, członek zespołu The Pogues[277]
  - Stanisława Łozińska – polska poetka[278]
  - Kazimierz Mańczak – polski informatyk, prof. dr hab.[279]
  - Władysław Nasiłowski – polski lekarz, specjalista anatomii patologicznej i medycyny sądowej, prof. dr hab.[280]
  - Olivia Newton-John – australijska aktorka i piosenkarka[281]
  - Zofia Posmysz – polska pisarka i scenarzystka, dama Orderu Orła Białego[282]
  - Henryk Przygodzki – polski polityk, rolnik i nauczyciel, poseł na Sejm PRL IX kadencji (1985–1989)[283]
  - Monika Skotnicka – polska dziennikarka[284]
  - Jozef Tomko – słowacki duchowny rzymskokatolicki, arcybiskup ad personam, sekretarz generalny Synodu Biskupów (1979–1985), kardynał[285]
  - Arnold Willems – belgijski aktor[286]
- 7 sierpnia
  - Ezekiel Alebua – salomoński polityk, minister spraw zagranicznych (1981–1982), premier Wysp Salomona (1986–1989)[287]
  - Henryk Dziewior – polski samorządowiec i przedsiębiorca, prezydent Katowic (1994–1998)[288]
  - Reinhold Fibic – polski hokeista[289]
  - Anatolij Filipczenko – radziecki generał major lotnictwa, kosmonauta[290]
  - John Gaillard – południowoafrykański sędzia i działacz awiacyjny[291]
  - Bill Graham – kanadyjski polityk i prawnik, minister spraw zagranicznych (2002–2004) i obrony (2004–2006)[292]
  - Eike Christian Hirsch – niemiecki dziennikarz, pisarz[293]
  - Gord Lewis – kanadyjski gitarzysta, członek zespołu Teenage Head[294]
  - Leandro Lo – brazylijski zawodnik sztuk walki, ośmiokrotny mistrz świata w jiu-jitsu[295][296][297]
  - David McCullough – amerykański historyk, pisarz, laureat Nagrody Pulitzera (1993, 2002)[298]
  - Roger E. Mosley – amerykański aktor[299]
  - Kazimiera Nogajówna – polska aktorka[300]
  - U Myo Thant Pe – birmański dyplomata, ambasador Mjanmy w Chinach[301]
  - Józefa Piotrowska-Strigl – polska dziennikarka[302]
  - Zdzisław Słowiński – polski aktor i piosenkarz[303]
  - Iwona Sowińska – polska kulturoznawczyni i filmoznawczyni, dr hab.[304]
  - Koru Tito – kirybatyjski duchowny rzymskokatolicki, biskup Tarawy i Nauru (2020–2022)[305]
  - Rostislav Václavíček – czeski piłkarz[306]
  - Stanisław Witkowski – polski muzyk ludowy, instrumentalista[307]
- 6 sierpnia
  - Carlo Bonomi – włoski aktor dubbingowy oraz klaun[308]
  - Gianfranco Clerici – włoski piłkarz[309]
  - Katarzyna Fuks – polska siatkarka[310]
  - Rafał Kasprzyk – polski adwokat, wykładowca akademicki, działacz opozycji w okresie PRL, kawaler orderów[311]
  - Witold Kompa – polski piłkarz[312]
  - Marian Kwapisz – polski matematyk, prof. dr hab.[313]
  - Raymond Lebreton – francuski kolarz szosowy[314]
  - Daniel Lévi – francuski piosenkarz, pianista, kompozytor[315]
  - David Muse – amerykański muzyk i kompozytor[316]
  - Semih Sergen – turecki aktor[317]
  - John Yanta – amerykański duchowny rzymskokatolicki, biskup Amarillo (1997–2008)[318]
- 5 sierpnia
  - Ana Luísa Amaral – portugalska poetka[319]
  - Reginald Cawcutt – południowoafrykański duchowny rzymskokatolicki, biskup pomocniczy Kapsztadu (1992–2002)[320]
  - Judith Durham – australijska piosenkarka[321]
  - Cherie Gil – filipińska aktorka[322]
  - Clu Gulager – amerykański aktor[323]
  - Ali Hajdar – syryjski generał, wieloletni głównodowodzący syryjskich Sił Specjalnych[324]
  - Waldemar Kowalczyk – polski harcmistrz, komendant Chorągwi Stołecznej ZHP, radny miejski Warszawy[325]
  - Issey Miyake – japoński projektant mody[326]
  - Tayseer Jabari – palestyński terrorysta, lider Palestyńskiego Islamskiego Dżihadu[327]
  - Felix Kolmer – czeski specjalista w dziedzinie akustyki pochodzenia żydowskiego, wiceprezydent Międzynarodowego Komitetu Oświęcimskiego[328]
  - Tadeusz Kotlarczyk – polski piłkarz i trener[329]
  - Jô Soares – brazylijski dziennikarz, komik, prezenter telewizyjny[330]
  - Stanisław Styrna – polski duchowny rzymskokatolicki, ksiądz, kapelan pilskiej „Solidarności”, Honorowy Obywatel Miasta Piły[331]
- 4 sierpnia
  - Agustín Drake Aldama – kubański rzeźbiarz[332]
  - Johnny Famechon – australijski bokser[333]
  - Emiliano Giordano – włoski piłkarz i trener[334]
  - Sam Gooden – amerykański wokalista soulowy[335]
  - Wolfgang Haustein – niemiecki piłkarz i trener[336]
  - Akin Mabogunje – nigeryjski geograf, prezes Międzynarodowej Unii Geograficznej (1980–1984)[337]
  - Jan Niżnikiewicz – polski lekarz neurolog i pisarz, dr n. med.[338]
  - Adriana Roel – meksykańska aktorka[339]
  - Zbigniew Sak – polski kapitan żeglugi wielkiej, współtwórca i menedżer żeglugi promowej, publicysta[340][341][342]
  - Wojciech Sikora – polski edytor i działacz emigracyjny, w latach 2010–2019 kierownik Instytutu Literackiego w Maisons-Laffitte[343]
  - Stanisław Wróbel – polski rolnik, Sprawiedliwy wśród Narodów Świata[344][345]
- 3 sierpnia
  - Shirley Barrett – australijska reżyserka i scenarzystka[346]
  - Czesław Cybulski – polski trener lekkoatletyczny, specjalizujący się w rzucie młotem[347]
  - Jovan Jovanović – serbski i jugosłowiański reżyser filmowy[348]
  - Lee Gi-ho – południowokoreański polityk, minister pracy (1997–1999)[349]
  - Alastair Little – brytyjski kuchmistrz i restaurator, autor książek kucharskich[350]
  - Nicky Moore – brytyjski wokalista, członek zespołu Samson[351]
  - Ireneusz Nykowski – polski ekonomista i teoretyk zarządzania, prof. dr hab.[352]
  - Andrejs Rubins – łotewski piłkarz[353]
  - Villiam Vecchi – włoski piłkarz[354][355]
  - Jackie Walorski – amerykańska misjonarka, polityk, republikanka[356]
- 2 sierpnia
  - Hans Bangerter – szwajcarski działacz piłkarski, sekretarz generalny UEFA (1960–1989)[357]
  - David Bawden – amerykański duchowny chrześcijański, znany jako samozwańczy papież Michał I (1990–2022)[358][359]
  - Jan Budkiewicz – polski reżyser filmowy i teatralny oraz polityk, poseł na Sejm II kadencji (1993–1997)[360]
  - Luis Augusto Castro Quiroga – kolumbijski duchowny rzymskokatolicki, arcybiskup Tunja (1998–2020)[361]
  - Nikołaj Jefimow – rosyjski dziennikarz i działacz partyjny[362]
  - Joo Don-sik – południowokoreański polityk, minister kultury i sportu (1994–1995)[363]
  - Aleksander Karcz – polski specjalista w zakresie technologii chemicznej i energetyki, prof. dr hab. inż.[364]
  - Adolfo Navajas Artaza – argentyński polityk i przedsiębiorca, minister akcji socjalnej (1982–1983)[365]
  - Maria Nienartowicz – polska pisarka dla dzieci[366]
  - Sergiusz Papliński – polski żołnierz powojennego podziemia antykomunistycznego, działacz emigracyjny i malarz[367]
  - Zbyszko Piwoński – polski polityk i nauczyciel, wojewoda zielonogórski w latach 1984–1990, senator III, IV i V kadencji[368]
  - Vin Scully – amerykański dziennikarz radiowy i telewizyjny, spiker sportowy[369]
  - Jan Sonneveld – holenderski polityk, agronom i dyplomata, poseł do Parlamentu Europejskiego III i IV kadencji[370]
  - Leszek Zaleski – polski nauczyciel, astronom, działacz NSZZ „Solidarność” i opozycji demokratycznej w Polsce Ludowej[371]
- 1 sierpnia
  - Lennart Back – szwedzki lekkoatleta, chodziarz[372]
  - Carlos Blixen – urugwajski koszykarz, dwukrotny uczestnik letnich igrzysk olimpijskich, brązowy medalista olimpijski z Melbourne[373]
  - Rosa de Castilla – meksykańska aktorka i piosenkarka[374]
  - Paul Eenhoorn – australijski aktor[375]
  - Teresa Ferenc – polska poetka[376]
  - Hugo Fernández – urugwajski piłkarz i trener piłkarski[377]
  - Michaił Gołowatow – radziecki i rosyjski oficer oraz działacz sportowy, dowódca powołanej przez KGB antyterrorystycznej Grupy A[378]
  - John Hughes – szkocki piłkarz[379]
  - Jerzy Kołodziejczak – polski fizyk, członek rzeczywisty Polskiej Akademii Nauk[380]
  - Ilinka Mitrewa – macedońska polityk, minister spraw zagranicznych Macedonii Północnej (2001, 2002–2006)[381]
  - Zbigniew Nurowski – polski działacz polonijny w Wielkiej Brytanii, żołnierz w trakcie II wojny światowej, kawaler orderów[382]
  - Sarathi – indyjski aktor komediowy[383]
  - Eugeniusz Sąsiadek – polski śpiewak (tenor) i pedagog, rektor Akademii Muzycznej im. Karola Lipińskiego we Wrocławiu[384]
- data dzienna nieznana
  - Kimmo Blom – fiński wokalista rockowy[385]
  - Anshu Jin – indyjski bankier, dyrektor generalny Deutsche Bank[386]